# Antonio Luis von Hoonholtz
Antonio Luis von Hoonholtz, baron de Tefé, né à Itaguaí le 9 mai 1837 et mort à Petrópolis le 6 février 1931, est un amiral, explorateur et géographe brésilien.

## Biographie
Son père est Frédéric Guillaume von Hoonholtz (pt), capitaine prussien émigré au Brésil en 1824.
Il est immatriculé à l’École de marine le 25 janvier 1852 et devient garde-marine en 1854. En décembre 1858, il est promu lieutenant en second et professeur de 4e année du cours de l’École de marine. Il est un précurseur en hydrographie et donne un premier cours dans cette matière à l'Académie de Marine de Rio de Janeiro en 1858. Il publie ensuite le premier traité d'hydrographie en portugais.
Pendant la guerre de la Triple-Alliance, commandant la canonnière l'Araguary, il fut un des héros du bombardement de Corrientes, occupée par les défenseurs du Paraguay. Puis le 11 juin 1865, il gagne la médaille d'officier de l'Ordre impérial de la Croix du Sud au combat naval de Riachuelo. Le 13 et le 14 juillet 1865, dans de nouveaux combats, il parvient à incendier le vapeur ennemi Paraguary échoué. Le 28 novembre 1865, il donne la chasse au vapeur paraguayen Piraguerà, le force à s'échouer et s'en empare.
Il explore ensuite les côtes du Brésil dans les parages de l’île de Santa Catarina.
Il est chargé en 1871, de la délimitation des frontières entre le Brésil et le Pérou : parti avec ses collègues de Rio de Janeiro dès le mois d'octobre 1871, il parcourt l'Amazone jusqu'au-delà du Pongo de Manseriche, remonte le Huallaga jusqu'aux rapides des contreforts de la cordillère des Andes, le Rio Negro et le Japura jusqu'aux cataractes, l'Apaporis, le rio Madeira, le Purus, le Jutaí, l'Iça et une partie du Jurua. Le 17 janvier 1874, le groupe entre dans le cours du Javari. Le 15 mars 1874, il trouve la source et pose la borne de délimitation entre le Pérou et le Brésil. Il sera le seul brésilien à revenir de cette expédition en juillet 1874. Cette expédition lui vaut le titre de baron de Tefé.
Promu contre-amiral, il dirige la mission brésilienne qui observe le passage de Vénus devant le soleil à Saint-Thomas des Antilles. Il fonde la première société géographique de Rio et organise le service hydrographique de son pays.
Il fut aussi ministre plénipotentiaire du Brésil en Belgique, en Italie et en Autriche et élu sénateur pour l'état d'Amazonas.

## Descendance
Il se marie le 28 mars 1868 avec Maria Luiza Dodsworth. De Ce mariage naissent 4 enfants :
- Nair de Tefé von Hoonholtz, caricaturiste, peintre, chanteuse et pianiste brésilienne. Elle est, après son mariage avec le président du Brésil Hermes Rodrigues da Fonseca, Première dame du Brésil de 1913 à 1914. Née riche, elle ruinera totalement sa famille en jouant au poker et autres jeux de casino.
- Álvaro de Tefé von Hoonholtz, secrétaire de la présidence des États-Unis du Brésil.
- Oscar de Tefé von Hoonholtz, ambassadeur du Brésil.
- Otávio de Tefé von Hoonholtz, écrivain

Son petit-fils Manuel de Tefé von Hoonholtz, fils d'Oscar, devient ambassadeur du Brésil en Italie et pilote de voiture de course.
Son arrière-petit-fils, fils de Manuel, est l'acteur de western spaghetti italo-brésilien Anthony Steffen (1929-2004), surnommé le « Clint Eastwood italien » .

## Distinctions
- Officier de l'Ordre impérial de la Croix du Sud.
- Officier de l'Ordre impérial de la Rose
- Grand-Croix de l'Ordre impérial de Saint-Benoît d'Aviz
- Grand-croix de l'ordre d'Isabelle la Catholique
- Chambellan de la dernière impératrice du Brésil Thérèse-Christine de Bourbon-Siciles
- Membre de l'Institut de France
- Membre d'honneur de l'Institut historique et géographique brésilien
- Membre de l'Académie royale des sciences exactes, physiques et naturelles de Madrid
- Membre de la Société brésilienne de géographie (pt)
- Membre correspondant de l’Académie des sciences française en 1889
- Membre de la Société de géographie commerciale de Paris